# 拉回 (范畴论)
在数学分支范畴论中，拉回（也称为纤维积或笛卡尔方块）是由具有公共上域的两个态射 {\displaystyle f:X\rightarrow Z} 与 {\displaystyle g:Y\rightarrow Z} 组成的图表的极限。拉回经常写作
{\displaystyle P=X\times _{Z}Y.\,}

## 泛性质
明确地说，态射 {\displaystyle f} 和 {\displaystyle g} 的拉回由一个对象 {\displaystyle P} 和两个态射 {\displaystyle p_{1}:P\rightarrow X}与 {\displaystyle p_{2}:P\rightarrow Y} 组成，使得图表
交换。并且拉回 {\displaystyle (P,p_{1},p_{2})} 对这个图表必须是通用的。这便是说，任何其它这样的三元组 {\displaystyle (Q,q_{1},q_{2})} 一定存在惟一的 {\displaystyle u:Q\rightarrow P} 使得图表
交换。和所有泛构造一样，拉回如果存在必然在同构的意义下是惟一的。

## 弱拉回
一个cospan {\displaystyle X\rightarrow Z\leftarrow Y} 的弱拉回是在cospan上面的锥只须满足弱泛性质，这就是说中间映射 {\displaystyle u:Q\rightarrow P} 不必是惟一的。

## 例子
在集合范畴中，{\displaystyle f} 与 {\displaystyle g} 的拉回是集合
{\displaystyle X\times _{Z}Y=\{(x,y)\in X\times Y|f(x)=g(y)\},\,}
以及投影映射的限制 {\displaystyle \pi _{1}} 与 {\displaystyle \pi _{2}} 映到 {\displaystyle X\times _{Z}Y}。
- 这个例子启发另一种方式考虑拉回：作为态射 {\displaystyle f\circ p_{1}}, {\displaystyle g\circ p_{2}:X\times Y\rightarrow Z} 的等化子，这里{\displaystyle X\times Y}是 {\displaystyle X} 和 {\displaystyle Y}的二元积

而 {\displaystyle p_{1}}与 {\displaystyle p_{2}}是自然投影。这说明拉回在任何具有二元积和等化子的范畴中存在。事实上，由极限存在定理，在具有有终对象、二元积和等化子的范畴中所有有限极限存在。
拉回的另一个例子来自纤维丛理论：给定一个纤维映射 {\displaystyle \pi :E\rightarrow B} 以及一个连续映射 {\displaystyle f:X\rightarrow B}，拉回  {\displaystyle X\times _{B}E} 是 {\displaystyle X} 上的纤维丛，称为拉回丛。伴随的交换图表是纤维丛映射。
在任何具有终对象Z的范畴中，拉回 {\displaystyle X\times _{Z}Y} 恰好是普通积 {\displaystyle X\times Y}。

## 性质
- 如果 {\displaystyle X\times _{Z}Y} 存在，那么 {\displaystyle Y\times _{Z}X} 也存在，且存在态射 {\displaystyle X\times _{Z}Y\cong Y\times _{Z}X}。
- 单态射在拉回下不变：如果箭头 {\displaystyle f} 单，那么它就是箭头 {\displaystyle p_{2}}。例如，在集合范畴中，如果 {\displaystyle X} 是 {\displaystyle Z} 的子集，那么对任何 {\displaystyle g:Y\rightarrow Z}，拉回 {\displaystyle X\times _{Z}Y} 是 {\displaystyle X} 在 {\displaystyle g} 下的逆像。
- 同构态射也不变，因此 {\displaystyle X\times _{X}Y\cong Y} 对任何映射 {\displaystyle Y\rightarrow X} 成立。

## 又见
- 拉回的范畴对偶称为推出。
- 微分几何中的拉回。
- 关系代数中的相等连接。